# A.J.P. Taylor
A.J.P. Taylor, właśc. Alan J.P. Taylor (ur. 1906, zm. 1990) – brytyjski historyk, ekspert od historii XIX i XX-wiecznej dyplomacji europejskiej, dziennikarz.
Osiągnął dużą popularność poprzez serię programów telewizyjnych. Wykładowca University of Manchester, University of Oxford, Institute of Historical Research i Polytechnic of North London. Autor ponad dwudziestu książek i licznych artykułów.

## Publikacje
- The Italian Problem in European Diplomacy, 1847–1849, 1934.
- (editor) The Struggle for Supremacy in Germany, 1859–1866 by Heinrich Friedjung, 1935.
- Germany's First Bid for Colonies 1884–1885: a Move in Bismarck's European Policy, 1938.
- The Habsburg Monarchy 1809–1918[1], 1941, revised edition 1948, reissued in 1966.
- The Course of German history: a Survey of the Development of Germany since 1815[2], 1945. Reissued in 1962.
- Co-edited with R. Reynolds British Pamphleteers, 1948.
- Co-edited with Alan Bullock A Select List of Books on European History, 1949.
- From Napoleon to Stalin, 1950.
- Rumours of Wars, 1952.
- The Struggle for Mastery in Europe 1848–1918[3] (Oxford History of Modern Europe), 1954.
- Bismarck: the Man and Statesman[4], 1955. Reissued by Vintage Books in 1967.
- Englishmen and Others, 1956.
- co-edited with Sir Richard Pares Essays Presented to Sir Lewis Namier, 1956.
- The Trouble Makers: Dissent over Foreign Policy, 1792–1939, 1957.
- Lloyd George, 1961.
- The Origins of the Second World War[5], 1961. Reissued by Fawcett Books in 1969.
- The First World War: an Illustrated History[6], 1963.
  - Wersja amerykańska: Illustrated history of the First World War[7].
- Politics In Wartime, 1964.
- English History 1914–1945[8] (Volume XV of the Oxford History of England), 1965.
- From Sarajevo to Potsdam[9], 1966. 1st American edition, 1967.
- From Napoleon to Lenin, 1966.
- The Abdication of King Edward VIII by Lord Beaverbrook, (editor) 1966.
- Europe: Grandeur and Decline, 1967.
- Introduction to 1848: The Opening of an Era by F. Fejto, 1967.
- War by Timetable, 1969. ISBN 0-356-02818-6
- Churchill Revised: A Critical Assessment[10], 1969.
- (editor) Lloyd George: Twelve Essays, 1971.
- (editor) Lloyd George: A Diary by Frances Steveson, 1971.
- Beaverbrook, 1972.
- (editor) Off the Record: Political Interviews, 1933–43 by W.P. Corzier, 1973.
- A History of World War Two: 1974.
- „Fritz Fischer and His School,” The Journal of Modern History Vol. 47, No. 1, March 1975
- The Second World War: an Illustrated History, 1975.
- (editor) My Darling Pussy: The Letters of Lloyd George and Frances Stevenson, 1975.
- The Last of Old Europe: a Grand Tour[11], 1976. Reissued in 1984.
- Essays in English History, 1976.
- „Accident Prone, or What Happened Next,” The Journal of Modern History Vol. 49, No. 1, March 1977
- The War Lords, 1977.
- The Russian War, 1978.
- How Wars Begin[12], 1979.
- Politicians, Socialism, and Historians, 1980.
- Revolutions and Revolutionaries, 1980.
- A Personal History, 1983.
- An Old Man’s Diary, 1984.
- How Wars End, 1985.
- Letters to Eva: 1969–1983, edited by Eva Haraszti Taylor, 1991.
- From Napoleon to the Second International: Essays on Nineteenth-century Europe. Ed. 1993.
- From the Boer War to the Cold War: Essays on Twentieth-century Europe. Ed. 1995.
- Struggles for Supremacy: Diplomatic Essays by A.J.P. Taylor[13]. Edited by Chris Wigley. Ashgate, 2000.

## Przekłady w języku polskim
- „Walka o panowanie w Europie 1848-1918”: Wojny bałkańskie  i po nich 1912-1914, przeł. Z. Miłoszewski [w:] Współcześni historycy brytyjscy. Wybór z pism, oprac. i przedmową zaopatrzył Jerzy Z. Kędzierski, słowo wstępne G.P. Gooch, Londyn: B. Świderski 1963, s. 481-505.